# نولينة رملية
نولينة رملية (الاسم العلمي:Nolina arenicola) هي نوع من النباتات تتبع جنس النولينة من الفصيلة الهليونية.